# Humpty Dumpty (DC Comics)
Humpty Dumpty è un personaggio fittizio dei fumetti di Batman, apparso per la prima volta in Arkham Asylum: Living Hell n. 2 (agosto 2003) e creato da Dan Slott, Ryan Sock. Egli è un acerrimo nemico di Tobias Whale.

## Descrizione
Humphry Dumpler nasce a Gotham City, e crescendo diviene un uomo massiccio e tongeggiante dalla testa a forma di uovo, e la tendenza a parlare in rima, ragion per cui viene soprannominato "Humpty Dumpty". Fin dalla nascita, Dumpler è perseguitato dalla sfortuna, fatto che lo porta a nutrire una certa curiosità per i meccanismi della vita e del mondo che lo circonda nel tentativo di riparare le cose che non funzionano. Da tale ossessione nasce in lui il bisogno di smontare e rimontare qualsiasi cosa, capendone il funzionamento e la struttura tramite libri presi in prestito dalla biblioteca, tendenza che lo porta ad avere i primi guai con la giustizia, in quanto smonta piccoli congegni meccanici che però non è più in grado di rimontare, accumulando varie denunce.
Successivamente il suo comportamento si aggrava, arrivando a scomporre e ricomporre dispositivi meccanici che in qualche modo lo turbano, ma le correzioni che tenta di introdurre finiscono con il causare svariati incidenti, come ad esempio il deragliamento di un treno della metropolitana o una devastante reazione a catena all'interno della Torre dell'Orologio di Gotham City che porta alla morte di decine di persone per le strade. Quando Batgirl lo cattura rivelando di essere risalita a lui tramite il libro di anatomia che ha preso in prestito alla biblioteca, Dumpler la porta a casa sua mostrandole il cadavere della nonna, ridotta in pezzi in un momento di follia e ricucito alla meglio con una serie di lacci. Rinchiuso al manicomio criminale di Arkham, viene considerato da subito come un detenuto modello per la sua natura pacifica oltre che in virtù della grossa mole che intimidisce chiunque gli stia accanto.

## Altri media
- Nel videogioco Batman: Arkham Asylum (2009), si può sbloccare la sua biografia, risolvendo gli indovinelli dell'Enigmista. Lo si trova esattamente nei giardini botanici, dove si può trovare una serie di robot smontati, suo chiaro riferimento.
- Humpty Dumpty appare nella serie animata Beware the Batman (2013).